# Đảo chính Guatemala năm 1954
Đảo chính Guatemala năm 1954 là một cuộc đảo chính được Cơ quan Tình báo Trung ương Hoa Kỳ (CIA) hỗ trợ đã lật đổ Tổng thống Guatemala, Jacobo Árbenz và chấm dứt cuộc Cách mạng Guatemala năm 1944-54. Chiến dịch tình báo của CIA hỗ trợ cuộc đảo chính này có tên mã là Operation PBSUCCESS. Cuộc đảo chính đưa nhà độc tài quân sự của Carlos Castillo Armas, người đầu tiên trong một loạt các nhà cai trị độc tài được Hoa Kỳ hậu thuẫn ở Guatemala.
Cuộc Cách mạng Guatemala bắt đầu vào năm 1944, khi một cuộc nổi dậy của nhân dân lật đổ chế độ độc tài Jorge Ubico và đưa Juan José Arévalo lên nắm quyền bầu cử dân chủ đầu tiên của Guatemala. Tổng thống mới đưa ra một mức lương tối thiểu và phổ thông quyền bầu cử gần như phổ quát, nhằm biến Guatemala thành một nền dân chủ tự do. Arévalo được thành lập bởi Árbenz năm 1951, người đã tiến hành cải cách ruộng đất phổ biến đã cấp tài sản cho nông dân không có ruộng đất. Cuộc Cách mạng Guatemala khiến chính phủ Hoa Kỳ không thích, điều này được cho là do Chiến tranh lạnh coi là cộng sản. Nhận thức này tăng lên sau khi Árbenz lên nắm quyền và hợp pháp hoá đảng cộng sản.
Công ty Trái cây Hoa Kỳ (UFC), có hoạt động kinh doanh có lợi nhuận cao đã bị ảnh hưởng bởi việc bị chấm dứt hoạt động bóc lột lao động ở Guatemala, cũng không thích Cuộc Cách mạng và tham gia vào một chiến dịch vận động có ảnh hưởng để thuyết phục Hoa Kỳ lật đổ chính phủ Guatemala. Tổng thống Hoa Kỳ Harry Truman đã hạ lệnh cho Chiến dịch PBFORTUNE lật đổ Árbenz vào năm 1952; Mặc dù các hoạt động đã nhanh chóng bị hủy bỏ, nó đã là một tiền thân của PBSUCCESS. Dwight D. Eisenhower được bầu làm Tổng thống Mỹ năm 1952, hứa hẹn sẽ có một đường dây chống chủ nghĩa cộng sản; Các liên kết mà các nhân viên John Foster Dulles và Allen Dulles đã phải đến UFC cũng khiến họ hành động chống lại chính phủ Guatemala. Ngoài ra, chính phủ Hoa Kỳ đã đưa ra những kết luận phóng đại về mức độ ảnh hưởng của cộng sản từ sự có mặt của một số ít các nhà cộng sản trong số các cố vấn của Árbenz. Eisenhower ủy quyền cho CIA thực hiện Operation PBSUCCESS vào tháng 8 năm 1953. CIA đã trang bị vũ khí, tài trợ và đào tạo một lực lượng gồm 480 người do Carlos Castillo Armas lãnh đạo.
Cuộc đảo chánh được tiến hành trước những nỗ lực của Hoa Kỳ để chỉ trích và cô lập Guatemala trên trường quốc tế. Lực lượng của Castillo Armas xâm chiếm Guatemala vào ngày 18 tháng 6 năm 1954, được hậu thuẫn bởi một chiến dịch tranh cử tâm lý. Điều này bao gồm một đài phát thanh phát hành tuyên truyền chống chính phủ và một phiên bản các sự kiện quân sự thuận lợi cho cuộc nổi dậy, tuyên bố là tin tức chính xác, cũng như các vụ đánh bom của thành phố Guatemala và một cuộc phong tỏa hải quân của Guatemala. Lực lượng xâm lược có tình trạng chiến tranh kém, hầu hết các cuộc tấn công đều bị đánh bại. Tuy nhiên, chiến tranh tâm lý và khả năng một cuộc xâm lược của Hoa Kỳ đe dọa quân đội Guatemala, mà cuối cùng đã từ chối chiến đấu. Árbenz nhanh chóng và không thành công cố gắng đưa dân thường chống lại cuộc xâm lược, trước khi từ chức vào ngày 27 tháng 6. Castillo Armas trở thành tổng thống mười ngày sau đó, sau các cuộc đàm phán ở San Salvador.
Được miêu tả như là cú đánh chết dứt điểm đối với nền dân chủ ở Guatemala, cuộc đảo chánh đã bị chỉ trích rộng rãi trên trường quốc tế và đóng góp vào việc chống lại Mỹ lâu dài. Tình cảm ở Mỹ Latinh. Cố gắng bào chữa cho cuộc đảo chính, CIA đã khởi động Operation PBHISTORY, tìm kiếm bằng chứng về ảnh hưởng của Xô viết ở Guatemala trong số các tài liệu từ thời Árbenz: nỗ lực là một thất bại. Castillo Armas nhanh chóng chấp nhận quyền lực độc tài, cấm phe đối lập, giam giữ và tra tấn các đối thủ chính trị, và đảo ngược các cải cách xã hội của Cách mạng. Gần bốn thập kỷ của cuộc nội chiến tiếp theo, những du kích cánh tả chiến đấu với một loạt các chế độ độc tài tàn bạo được Hoa Kỳ hậu thuẫn đã diệt chủng các dân tộc Maya.

## Bối cảnh lịch sử

Học thuyết Monroe cho biết rằng Bán cầu Tây, bao gồm Cộng hòa Guatemala, nằm trong phạm vi ảnh hưởng của Hoa Kỳ.

### Học thuyết Monroe
Học thuyết đối ngoại của Tổng thống Hoa Kỳ James Monroe năm 1823 cảnh báo các cường quốc châu Âu chống lại việc xâm chiếm châu Mỹ Latinh. Mục tiêu đề ra của học thuyết Monroe là duy trì trật tự và ổn định và để đảm bảo rằng Hoa Kỳ có thể tiếp cận các nguồn lực và thị trường không hạn chế. Nhà sử học Mark Gilderhus nói rằng học thuyết chứa những ngôn từ giả tạo về chủng tộc. Mặc dù Hoa Kỳ ban đầu không có quyền thực thi học thuyết, trong suốt thế kỷ 19 nhiều cường quốc châu Âu đã rút khỏi Mỹ Latinh, cho phép Hoa Kỳ mở rộng phạm vi ảnh hưởng của mình trong khu vực. Vào năm 1895, Tổng thống Grover Cleveland đưa ra một phiên bản chiến tranh mạnh mẽ hơn của học thuyết, nói rằng Hoa Kỳ "thực tế có chủ quyền" trên lục địa này. Sau cuộc chiến Tây Ban Nha-Mỹ năm 1898, cách giải thích gây hấn này đã được sử dụng để tạo lập đế chế kinh tế của Hoa Kỳ trên khắp Caribê, chẳng hạn như hiệp định năm 1903 với Cuba có lợi cho Hoa Kỳ. Tổng thống Hoa Kỳ Theodore Roosevelt tin rằng Hoa Kỳ nên là người thụ hưởng chính của sản xuất ở Trung Mỹ. Mỹ đã thực thi quyền bá chủ này với các cuộc can thiệp có vũ trang ở Nicaragua (1912-33) và Haiti (1915-34). Hoa Kỳ không cần phải sử dụng sức mạnh quân sự ở Guatemala, nơi mà một loạt các nhà độc tài sẵn sàng đáp ứng các lợi ích kinh tế của Hoa Kỳ để đổi lấy sự ủng hộ cho các chế độ của họ. Guatemala là một trong số các quốc gia Trung Mỹ trong thời kỳ được gọi là nước cộng hòa chuối. Từ năm 1890 đến năm 1920, việc kiểm soát nguồn lực của Guatemala và nền kinh tế của nó đã chuyển từ Anh và Đức sang Hoa Kỳ, trở thành đối tác thương mại nổi bật của Guatemala. Học thuyết Monroe tiếp tục được xem là có liên quan đến Guatemala và được sử dụng để biện minh cho cuộc đảo chính vào năm 1954.

### Chính phủ độc tài và Công ty Hoa quả
Manuel Estrada Cabrera, Tổng thống Guatemala từ năm 1898 đến năm 1920, đã cho phép một số nhượng bộ cho United Fruit Company.
Sau khi nhu cầu cà phê toàn cầu tăng cao vào cuối thế kỷ 19, chính phủ Guatemala đã thực hiện một số nhượng bộ cho các chủ trang trại. Nó đã thông qua đạo luật đã tước quyền sử dụng đất của cộng đồng bản địa và cho phép những người trồng cà phê mua nó. Manuel Estrada Cabrera, Tổng thống Guatemala từ năm 1898 đến 1920, là một trong những nhà cai trị đã nhượng bộ lớn cho các công ty nước ngoài, trong đó có United Fruit Company (UFC). Được thành lập vào năm 1899 do sự hợp nhất giữa hai tập đoàn lớn của Hoa Kỳ, thực thể mới sở hữu các vùng đất rộng lớn ở Trung Mỹ, và ở Guatemala kiểm soát đường sắt, bến tàu và các hệ thống thông tin liên lạc.  Vào năm 1900 nó đã trở thành nhà xuất khẩu chuối lớn nhất trên thế giới, và độc quyền về thương mại chuối ở Guatemalan m. Nhà sử học William Blum mô tả vai trò của UFC ở Guatemala như một "nhà nước trong một bang". Chính phủ Hoa Kỳ cũng liên quan chặt chẽ với bang Guatemala thuộc Cabrera, thường xuyên đưa ra chính sách tài chính và đảm bảo rằng các công ty Mỹ đã được cấp một số quyền độc quyền. Khi Cabrera bị lật đổ năm 1920, Mỹ đã gửi một lực lượng vũ trang để đảm bảo rằng tổng thống mới vẫn thân thiện với nó.
Các nhà đầu tư đất đai giàu có Guatemala đã ủng hộ ông Jorge Ubico, người đã giành được một cuộc bầu cử không hề tranh cãi vào năm 1931. Chế độ Ubico đã trở thành một trong những áp bức nhất trong khu vực. Ông bãi bỏ khoản nợ nần chồng chéo, thay thế bằng luật luân chuyển, quy định rằng tất cả những người không có đất ở trong độ tuổi lao động cần phải thực hiện ít nhất là 100 ngày lao động cưỡng bức hàng năm. Ông đã cho phép chủ sở hữu đất đai thực hiện bất kỳ hành động nào họ muốn chống lại công nhân của họ, kể cả hành quyết. Ubico là một người ngưỡng mộ các nhà lãnh đạo phát xít Âu Châu như Benito Mussolini và Adolf Hitler, nhưng phải liên minh với Hoa Kỳ vì lý do địa chính trị và nhận được sự ủng hộ đáng kể từ đất nước này trong suốt triều đại của ông. Ubico đã phản đối một số cuộc nổi dậy của nông dân với các vụ bắt bớ và các cuộc tàn sát. 
Đến năm 1930, UFC đã xây dựng được một khoản vốn hoạt động là 215 triệu đô la Mỹ, và là chủ sở hữu và chủ sử dụng đất lớn nhất ở Guatemala trong nhiều năm. Ubico đã cho nó một hợp đồng mới, vốn rất thuận lợi cho công ty. Điều này bao gồm 200.000 ha đất công cộng (490.000 mẫu Anh), được miễn thuế, và đảm bảo rằng không một công ty nào khác có thể nhận bất kỳ hợp đồng cạnh tranh nào. Ubico đã yêu cầu UFC giới hạn mức lương hàng tháng của người lao động ở mức 50 đô la Mỹ, để các công nhân trong các công ty khác ít có khả năng đòi hỏi mức lương cao hơn.